# Friedrich Weidemann (Sänger)

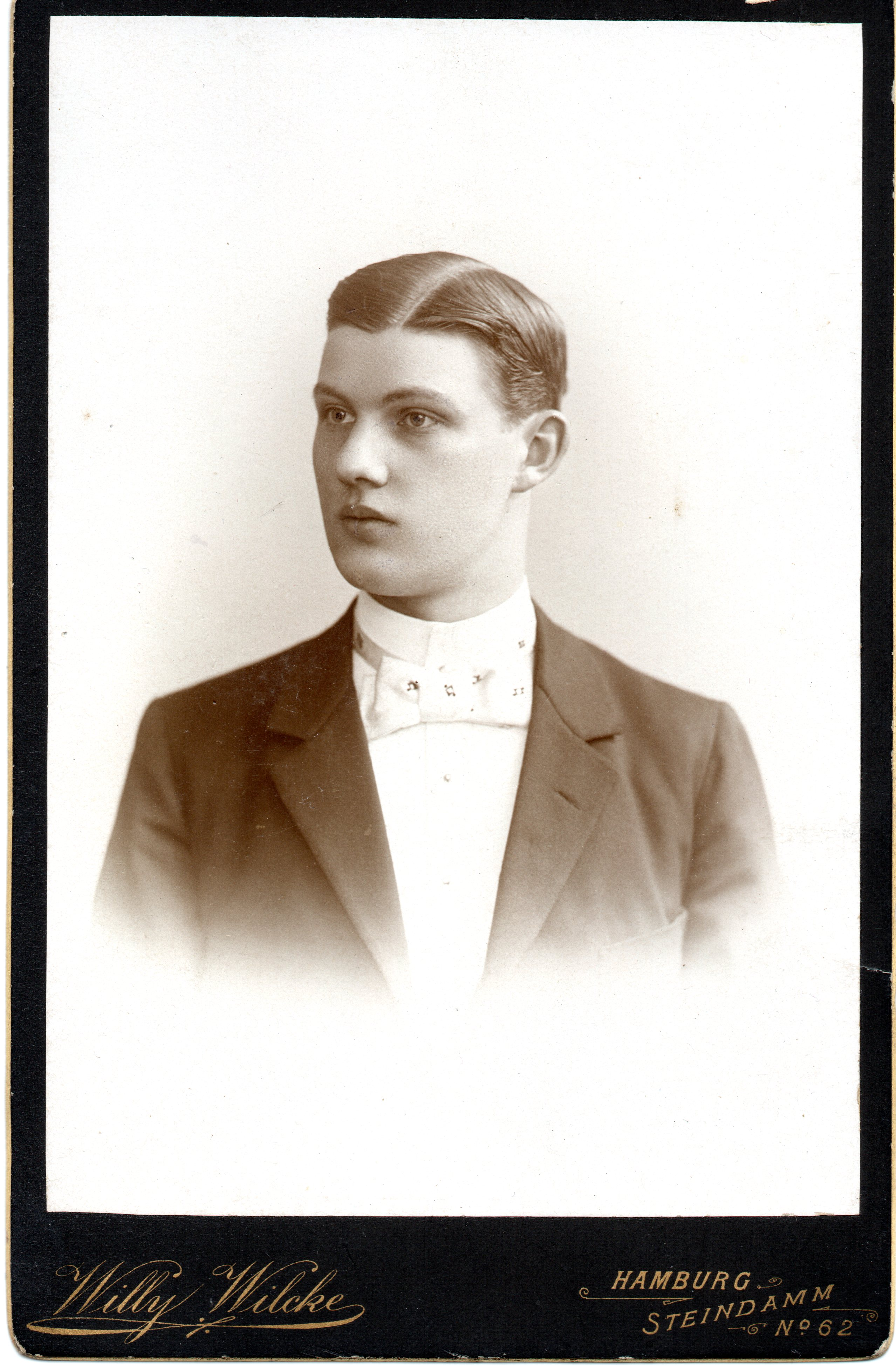
Friedrich Weidemann, Fotografie von Willy Wilcke

Friedrich Hartwig Ludolph Weidemann (* 1. Januar 1871 in Ratzeburg; † 30. Januar 1919 in Wien) war ein deutscher Opernsänger (Bariton).

## Leben
Weidemann wurde in Hamburg bei Wilhelm Vilmar und Berlin bei Conrad Muschler ausgebildet. Er debütierte 1896 am Stadttheater in Brieg, sang 1897 in Essen, von 1898 bis 1901 in Hamburg und von 1901 bis 1903 in Riga. Von 1903 (von Gustav Mahler engagiert) bis zu seinem Tod war er Mitglied der Wiener Hofoper.
Besonders im Wagner-Fach (u. a. Amfortas 1914 in der Wiener Erstaufführung von Parsifal), aber z. B. auch in der Titelrolle von Mozarts Don Giovanni und als Orest in Richard Strauss’ Elektra sowie bei Uraufführungen von Opern von Julius Bittner, Franz Schmidt etc. war er erfolgreich. Weidemann gastierte 1908 in Berlin, 1910 in London und 1917 in Zürich. Er wirkte auch als Konzertsänger, u. a. 1905 in der von Mahler geleiteten Uraufführung von dessen Kindertotenliedern, 1912 in dessen Lied von der Erde in der ersten Fassung für Tenor- und Bariton-Solo, sowie beim Salzburger Mozartfest zum 150. Geburtstag Mozarts.
Weidemann wurde auf dem Dornbacher Friedhof in Wien beerdigt. Das Grab ist bereits aufgelassen.

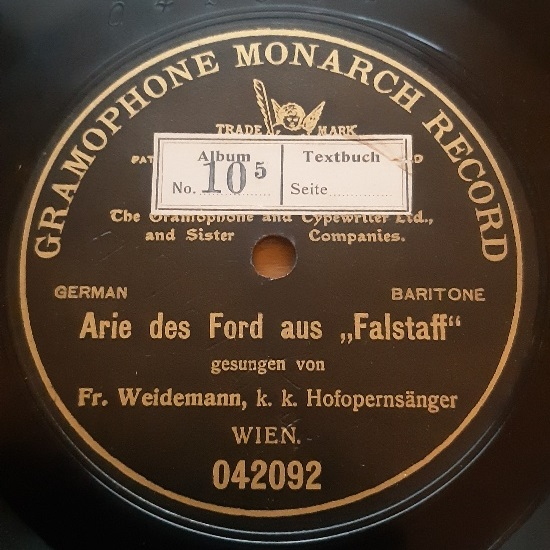
Schallplatte von Friedrich Weidemann (Wien 1904)

Er hinterließ Schallplatten für Odeon (Wien 1904), G&T (Wien 1904–07) sowie Gramophone (Wien 1908–09), außerdem Walzen für Pathé (Artistical Record, Wien 1904).